# Montes de los Ouled Naïl
Los montes de los  Ouled Naïl (en árabe :جبال أولاد نايل ) son un cadena  montañosa de Argelia ubicada en el centro del país y que constituye una parte de Atlas sahariano.

## Toponimia
Los montes de los Ouled Naïl deben su nombre a la confederación tribal de las Ouled Naïl que viven en el macizo, unas tribus que afirman provenir de la Confederación de los Banu Hilal, algo que parece quedar corroborado por su genética.

## Geografía
Los  montes de los Ouled Naïl forman parte de la zona oriental del Atlas sahariano, que desciende progresivamente del oeste hacia el este: más de 2000 m en las montes de los Ksour mientras que el macizo culmina a 1491 m en el jebel el-Azreg.
Están ubicados entre el Jebel Amour al este y los Montañas Zab al oeste, de Djelfa hasta Messaad, y constituyen un conjunto de eslabones y depresiones.
El clima es seco en todas las zonas circundantes, pero las precipitaciones son ligeramente mayores en las montañas. Por tanto, el cultivo de cereales es posible en las alturas, aunque con resultados bastante irregulares. Las palmeras datileras están prácticamente ausentes en toda la zona debido a las frías temperaturas predominantes. Sólo crecen en los pocos lugares al pie de las montañas de Ouled Naïl que se encuentran a una altitud inferior a 600 m, como cerca de Bou Saada y Oued Djedi.

## Historia
La presencia humana en la región está atestiguada desde la prehistoria; se encuentran vestigios de escrituras esmaltadas o coloreadas libico-bereberes, de grabados rupestres y de monumentos funerarios. En la Antigüedad, la región estaba poblada por las getulos; después llegó la conquista romana y los romanos instalaron puestos militares avanzados como el castellum de Demmedi en Messaad.
Durante la conquista musulmana del Magreb en el siglo VII, la región estaba habitada por los bereberes zenata: sindjas, ghomra y laghouat que son islamizados, pero que permanecen independientes a las dinastías e imperios que se sucedieron. En el siglo XI, se introducen en la región las tribus árabes zoghba.
En el siglo XVII, un grupo de tribus nómadas unidas por la creencia de descender de un santo, Sidi Naïl, se mezclaron y fusionaron con los ocupantes de la montaña. Formaron así la vasta confederación de Ouled Naïl, poco homogénea pero cuyo territorio incluye este macizo y se extiende hacia las estepas y las estribaciones del Sahara.
Durante el período otomano, las tribus Ouled Naïl cheraga (las del este) dependían de la autoridad del Beylik de Constantina, mientras que los gheraba (los del oeste) pertenecían a los del Titteri. Las primeras incursiones francesas en la región datan de 1843, y en 1861 se funda la ciudad de Djelfa. Durante la guerra de Argelia, la región se convierte en un feudo del Ejército de Liberación Nacional.

## Patrimonio
En las montañas se conservan algunos ksar, en particular los de Zaccar y Amourah, que atestiguan que la vida sedentaria y aldeana estuvo más desarrollada en otro tiempo.
En los montes de los Ouled Naïl se localizan numerosas estaciones rupestres, que son una continuación del Jebel Amour y de los Montes de Ksour, las más antiguas de las cuales se remontan hasta el 8000 a. C.
La región dispone igualmente de un patrimonio forestal escaso en los altiplanos.

## Galería

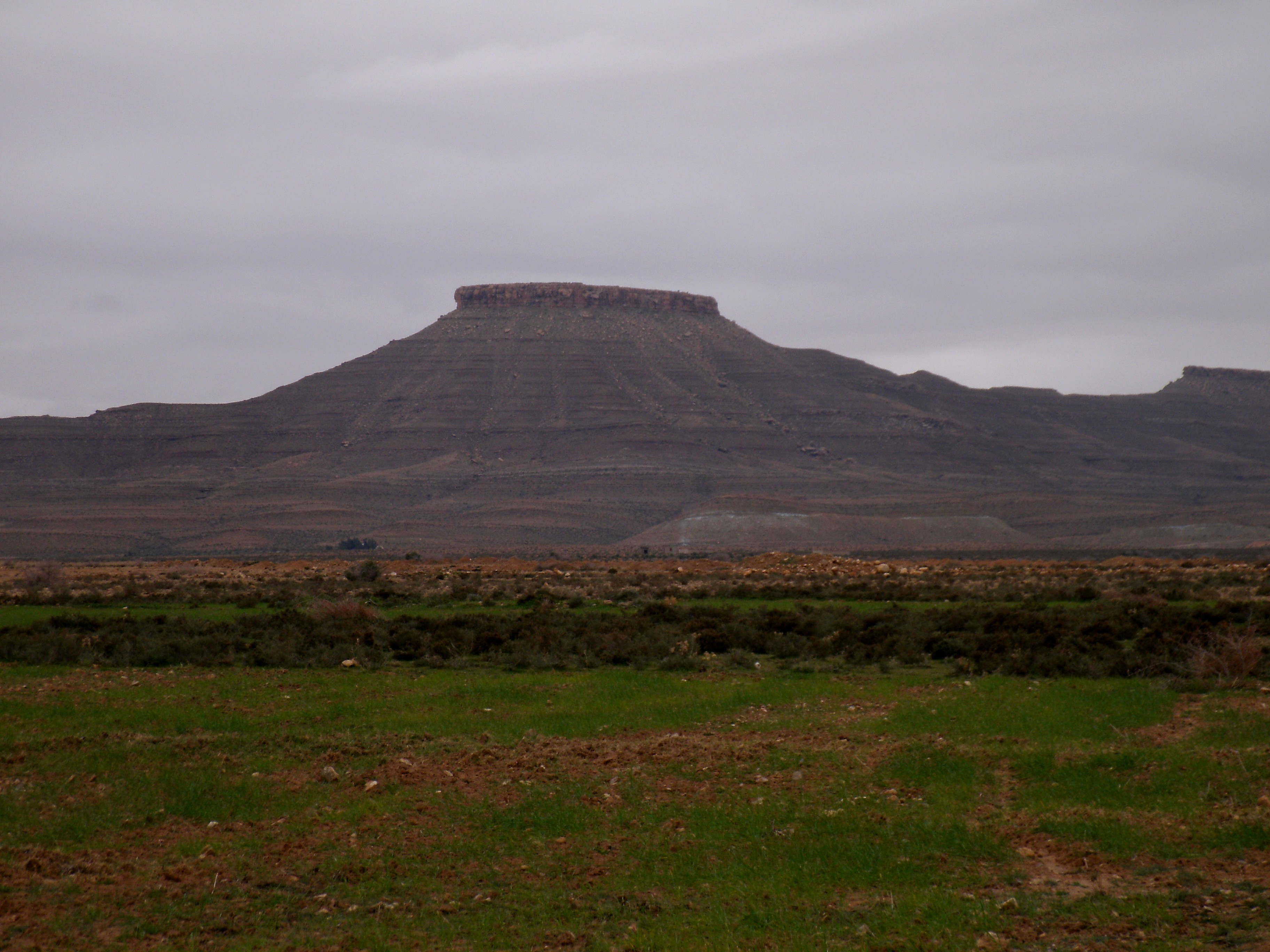
Un cerro testigo cerca de Bou Saâda
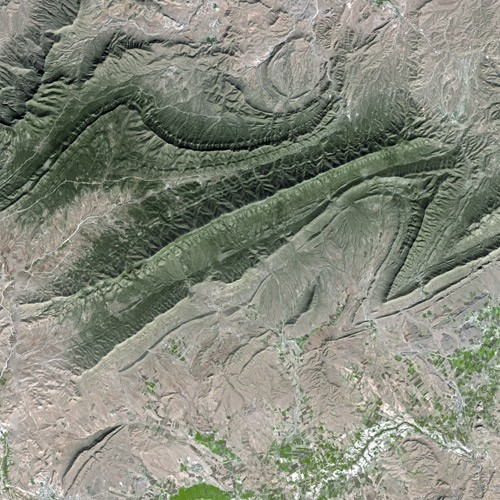
Fotografía satelital del final de la zona este de la sierra al sur de  Bou Saâda
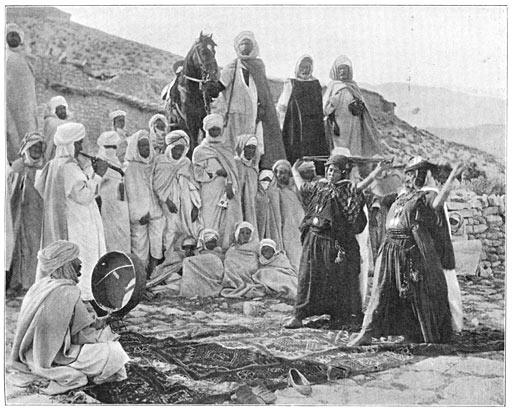
Mujeres de los Ouled Nail bailando.
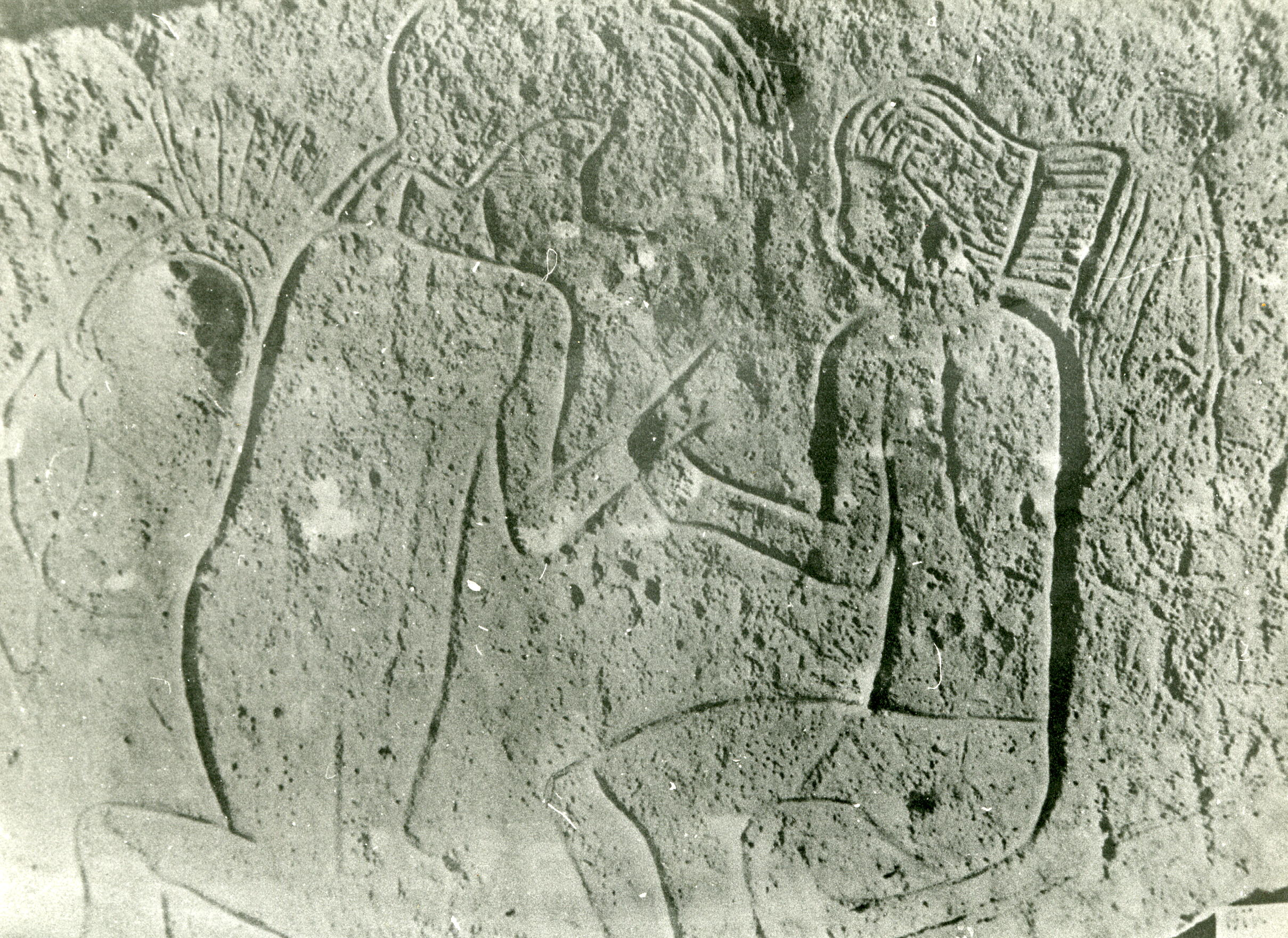
Grabado llamado de los enamorados tímidos en Aïn Naga